# Carasobarbus apoensis
Carasobarbus apoensis es una especie de peces de la familia Cyprinidae, orden Cypriniformes.
Son peces dulceacuícolas asiáticos que pueden llegar alcanzar los 21,3 cm de longitud total.